# Carmen contra paganos
Il Carmen contra paganos («Poema contro i pagani»), chiamato anche Carmen adversus Flavianum («Poema contro Flaviano»), è un poema latino anonimo del IV o V secolo, composto da 122 esametri, che condanna un breve restauro del paganesimo a Roma.
Il Carmen (CPL 1431) sopravvive in un solo manoscritto, Cod. Lat. Parigino 8084, una copia delle opere del poeta romano cristiano Prudenzio. Si trova nei fogli 156r –158v. Non è un'opera di alto livello. Il suo latino è difficile da analizzare e spesso sgrammaticato. La sua prosodia è spesso asimmetrica. Il suo tema e il suo tono anti-pagani sono simili a quelli della Carmen ad Antonium. Fornisce le prime prove dell'accoglienza cristiana di Virgilio.
Il Carmen è scritto da una prospettiva cristiana. Descrive come un prefetto senza nome (o un praefectus urbi o un praefectus praetorio) che ripristinò a Roma  le pratiche pagane che offendevano Dio, e tale atto avrebbe debitamente provocato la sua morte. Le proposte di identificazione di questo anonimo prefetto sono state le seguenti:
- Virio Nicomaco Flaviano: proposto da Morel nel 1868, questa identificazione fu accettata da Giovanni Battista De Rossi e da Theodor Mommsen. Flaviano si uccise nel 394 quando la vittoria che i suoi sacrifici pagani avrebbero dovuto garantire non si materializzò nel corso della battaglia del Frigido. Sulla base di questa identificazione, Mommsen pubblicò la poesia sotto il nome di Carmen adversus Flavianum;
- Gabinio Barbaro Pompeiano, praefectus urbi di Roma quando Alarico assediò la città nel 408–09. In risposta alla minaccia gotica, Pompeiano permise che si celebrassero i riti pagani, ma fu linciato da una folla durante una rivolta per il cibo;[1]
- Lucio Aurelio Avianio Simmaco signo Fosforio: proposto da Arnaldo Momigliano, fu prafectus urbi nel 364-5, e morì all'inizio del 377, termine post quem per la composizione del Carmen.

L'autore del Carmen è sconosciuto. François Dolbeau ha suggerito che potrebbe essere stato Damaso, che fu Vescovo di Roma tra il 366 e il 384; questa teoria è incompatibile con le prime due le identificazioni del prefetto proposte sopra, ma è coerente con l'identificazione del prefetto nella persona di Vettio Agorio Praetestato, morto nel 384, e questo porrebbe il poema al tempo della reazione pagana guidata da Quinto Aurelio Simmaco.